# Pierre Dufour
Pierre Dufour es un deportista suizo que compitió en piragüismo en la modalidad de eslalon. Ganó dos medallas en el Campeonato Mundial de Piragüismo en Eslalon, bronce en 1951 y plata en 1953.

## Palmarés internacional
| Campeonato Mundial | Campeonato Mundial | Campeonato Mundial | Campeonato Mundial |
| Año                | Lugar              | Medalla            | Competición        |
| ------------------ | ------------------ | ------------------ | ------------------ |
| 1951               | Steyr (Austria)    | Medalla de bronce  | C2 por equipos     |
| 1953               | Merano (Italia)    | Medalla de plata   | C2 por equipos     |